# Resultatkontrakt
En resultatkontrakt er en aftale mellem en offentlig myndighed og en institution eller enhed som f.eks. en styrelse. Kontrakten sætter konkrete mål for de resultater, der skal nås i løbet af kontraktens periode (typisk et år).
Resultatkontrakter kobles ofte til ledelsens løn.
En hævdet bivirkning af resultatkontrakter er, at der fokuseres på at nå de specifikke mål snarere end på at udføre arbejdet fagligt forsvarligt.